# 7614 Masatomi
7614 Masatomi è un asteroide della fascia principale. Scoperto nel 1996, presenta un'orbita caratterizzata da un semiasse maggiore pari a 2,3592449 au e da un'eccentricità di 0,0661245, inclinata di 3,47565° rispetto all'eclittica.
L'asteroide è dedicato all'astronomo giapponese Masatomi Urata.